# La Vie merveilleuse de Bernadette
Pour plus de détails, voir Fiche technique et Distribution.
La Vie merveilleuse de Bernadette est un film français réalisé par Georges Pallu et sorti en 1929.

## Synopsis
Film relatant la vie de Sainte Bernadette SOUBIROUS

## Fiche technique
- Titre : La Vie merveilleuse de Bernadette
- Réalisation : Georges Pallu
- Photographie : Ganzli Walter
- Production : Isis Films
- Pays d'origine :  France
- Durée : 96 minutes
- Date de sortie : 1929

## Distribution
- Alexandra
- Janine Lequesne
- Jeanne Marnier
- Janine Borelli